# Sunnanvind (musikalbum)
Sunnanvind är ett studioalbum av den svenska gruppen Mares som släpptes den 15 mars 2019. Albumet toppade den svenska albumlistan.

## Låtlista
| Nr           | Titel                | Längd |
| ------------ | -------------------- | ----- |
| 1.           | Penseldrag           | 3:09  |
| 2.           | Sunnanvind           | 3:22  |
| 3.           | Vi har bara varandra | 3:27  |
| 4.           | Stråkorkester        | 3:11  |
| 5.           | Sjutton              | 3:15  |
| 6.           | Dansmusik            | 4:18  |
| 7.           | Nästan ingenting     | 3:56  |
| Total längd: | Total längd:         | 24:38 |

## Listplaceringar
| Lista (2019–2020) | Topplacering |
| ----------------- | ------------ |
| Sverige           | 1            |